# Liste de philosophes britanniques
Cette page présente une liste de philosophes britanniques dAngleterre et du Royaume-Uni depuis le XIe siècle.
- Haut – A
- B
- C
- D
- E
- F
- G
- H
- I
- J
- K
- L
- M
- N
- O
- P
- Q
- R
- S
- T
- U
- V
- W
- X
- Y
- Z
- 0-9

## A
- John Lloyd Ackrill
- Harry Burrows Acton
- Samuel Alexander
- G. E. M. Anscombe
- John Langshaw Austin
- Alfred Jules Ayer
- Michael Richard Ayers

## B
- Francis Bacon
- Roger Bacon
- Julian Baggini
- Thomas Baldwin
- Alexander Bain
- John Renford Bambrough
- Owen Barfield
- Jonathan Barnes
- Davis Bell
- Piers Benn
- Jonathan Bennett
- Jeremy Bentham
- George Berkeley
- Isaiah Berlin
- Simon Blackburn
- George Boole
- Mary Everest Boole
- Francis Herbert Bradley
- Richard Bevan Braithwaite
- Ray Brassier
- C. D. Broad
- John Broome
- Thomas Browne
- Jeremy Butterfield

## C
- Quassim Cassam
- Peter Caws
- Stephen R. L. Clark
- David Cockburn
- R. G. Collingwood
- David Conway
- John Cook Wilson
- David E. Cooper
- Edward Craig
- Tim Crane
- Roger Crisp
- Simon Critchley
- Helena Cronin
- Ralph Cudworth
- Nathaniel Culverwell

## D
- Augustus De Morgan
- Peter Dews
- Ramsey Dukes
- Michael Dummett
- Duns Scotus

## E
- Dorothy Edgington
- Nader El-Bizri
- Ronald Englefield
- Dylan Evans
- Gareth Evans
- A. C. Ewing

## F
- Antony Flew
- Philippa Foot
- Miranda Fricker
- Paul W. Franks

## G
- W. B. Gallie
- Patrick Gardiner
- Peter Geach
- Raymond Geuss
- Margaret Gilbert
- Jonathan Glover
- William Godwin
- Iain Hamilton Grant
- John N. Gray
- A. C. Grayling
- Celia Green
- Thomas Hill Green
- John Grote
- David Guest

## H
- Susan Haack
- Peter Hacker
- John Joseph Haldane
- Bob Hale
- R. M. Hare
- Harold Foster Hallett
- Jane Heal
- Erich Heller
- John Hick
- J. M. Hinton
- Thomas Hobbes
- Angie Hobbs
- Ted Honderich
- Jennifer Hornsby
- Paul Horwich
- Gillian Howie
- Colin Howson
- Francis Hutcheson
- John Hutchinson

## J
- Harold Joachim
- Cyril Edwin Mitchinson Joad
- John Foster

## K
- Bernard Philip Kelly
- Damien Keown
- Martha Klein
- Brian Klug
- William Angus Knight
- Arthur Koestler
- Stephan Körner
- Martin Kusch

## L
- John Laird
- Rae Helen Langton
- Mike Lesser
- John Levy
- Casimir Lewy
- John Locke
- Anthony Ludovici

## M
- John McDowell
- Cecil Alec Mace
- Margaret MacDonald
- John Leslie Mackie
- John Macmurray
- Bryan Magee
- Nicholas Maxwell
- Hugh Mellor
- Mary Midgley
- John Stuart Mill
- Alan Millar
- David Miller
- Ray Monk
- George Edward Moore
- Charles Morris
- Stephen Mulhall
- Kevin Mulligan
- Stephen Mumford
- Iris Murdoch
- Geoffrey Reginald Gilchrist Mure

## N
- Stephen Neale

## O
- Michael Oakeshott
- Guillaume d'Ockham
- Kieron O'Hara
- Onora O'Neill
- Sydney Sparkes Orr

## P
- Thomas Paine
- William Paley
- David Papineau
- Derek Parfit
- Christopher Peacocke
- David Pearce
- Michael Polanyi
- Karl Popper
- Graham Priest

## Q
- Anthony Quinton

## R
- Janet Radcliffe Richards
- Hastings Rashdall
- Frank P. Ramsey
- Carveth Read
- Rupert Read
- R. R. Rockingham Gill
- Gonzalo Rodríguez Pereyra
- Gillian Rose
- Robert Rowland Smith
- Richard Rufus
- Bertrand Russell
- Gilbert Ryle

## S
- Mark Sacks
- Mark Sainsbury
- Ferdinand Canning Scott Schiller
- Roger Scruton
- Niall Shanks
- Henry Sidgwick
- Peter Simons
- Timothy Smiley
- Alic Halford Smith
- Kate Soper
- William Ritchie Sorley
- Timothy Sprigge
- Olaf Stapledon
- Susan Stebbing
- James Hutchison Stirling
- William Stoddart
- Alan Stout
- George Stout
- Galen Strawson
- P. F. Strawson
- Richard Swinburne

## T
- Alfred Edward Taylor
- Gabriele Taylor
- Jenny Teichman
- George Derwent Thomson
- John Toland
- Catharine Trotter

## U
- James Opie Urmson

## W
- Richard Rudolf Walzer
- James Ward
- Mary Warnock
- Alan Watts
- William Whewell
- Jamie Whyte
- David Wiggins
- Bernard Williams
- Timothy Williamson
- John Wisdom
- Ludwig Wittgenstein
- Richard Wollheim
- Crispin Wright
- Thomas Wylton

## Source de la traduction
- (en) Cet article est partiellement ou en totalité issu de l’article de Wikipédia en anglais intitulé « List of British philosophers » (voir la liste des auteurs).